# Список учасників Marilyn Manson
До списку увійшли всі учасники гурту, починаючи з 1989 р., коли група мала назву Marilyn Manson & the Spooky Kids. Більшість музикантів використовували на концертах чи в студії інструменти, що не є для них основними. Наприклад, Ґейсі грав на терменвоксі та каліопі, Менсон — на флейті Пана, клавесині, клавішних і гітарі. Ці подробиці можна знайти у відповідних статтях про членів колективу та його альбоми. Єдиним постійним учасником гурту є Мерілін Менсон.